# Tøffelhelten (film fra 1914)
|  | Denne artikel er oprettet af botten PalnaBot ud fra en ekstern database. Den kan derfor have sproglige fejl eller mangler. Denne skabelon kan fjernes efter kontrol af indholdet. |

 For alternative betydninger, se Tøffelhelten. (Se også artikler, som begynder med Tøffelhelten)
Tøffelhelten er en film instrueret af Robert Dinesen.